# Васильевское (Сафоновский район)
 Васи́льевское — село в  Сафоновском районе Смоленской области России.  Входит в состав Вадинского сельского поселения.

## География
Расположено в центральной части области, при реке Вороненка и региональной автодороге 66Н-1709,  в 24 км к северу от Сафонова, и в 5 км к западу от станции Яковская на железнодорожной ветке Дурово-Владимирский Тупик.

## История
Появилось как село в 1820 г. с постройкой церкви святого Николая. 
Было административным центром Васильевского сельского поселения до его упразднения Законом Смоленской области от 20 декабря 2018 года, после чего включён в Вадинское сельское поселение.

## Население
| 2007 |
| ---- |
| 396  |

## Инфраструктура
Васильевская основная общеобразовательная школа, Васильевский сельский дом культуры, 

## Достопримечательности
Братская могила партизан и жителей деревни Барятино, сожженных и расстрелянных в 1942 г.
Обелиск в честь 105-и воинов и партизан

## Транспорт
Васильевское доступно автотранспортом.